# Amru Al-Qays (krater)
Amru Al-Qays är en nedslagskrater på planeten Merkurius, med en diameter på ungefär 47 kilometer.
1976 uppkallades kratern efter den arabiske poeten Imru' al-Qays.